# Jurij Beljaev
Jurij Ivanovič Beljaev (in russo Юрий Иванович Беляев?; Mosca, 2 aprile 1934 – 14 dicembre 2019) è stato un calciatore e allenatore di calcio sovietico, dal 1991 russo, di ruolo attaccante.

## Palmarès

### Giocatore

#### Club
- Kubok SSSR: 1

CSKA Mosca: 1955

#### Nazionale
- Oro olimpico: 1

Melbourne 1956